# Phrictus notatus
Phrictus notatus är en insektsart som beskrevs av Victor Lallemand 1931. Phrictus notatus ingår i släktet Phrictus och familjen lyktstritar. Inga underarter finns listade i Catalogue of Life.